# Новий Кальчир
Новий Кальчи́р (рос. Новый Кальчир, башк. Яңы Кәлсер) — присілок у складі Аургазинського району Башкортостану, Росія. Адміністративний центр Новокальчирівської сільської ради.
Населення — 187 осіб (2010; 176 в 2002).
Національний склад:
- татари — 58%
- башкири — 40%